# イギリス鉄道
イギリス鉄道 (イギリスてつどう、英:Great British Railways 、略称:GBR) は、イギリスの鉄道輸送を担う予定の国営企業 。

## 解説
運輸省と列車運行会社協会の鉄道に関する業務のほとんどを引き継ぐ予定である。 また、ネットワーク・レールを吸収合併しイギリス全土の鉄道インフラの大半を運営することになる。
コンセッション契約制度は、運輸省が運営してきた従来の旅客鉄道フランチャイズ制度に代わる長期的な制度である。
GBR は、ロンドン・オーバーグラウンドなどのシステムを運営しているロンドン交通局の運営をモデルにしている。
GBRはダービーに拠点を置く予定である。

## 本社

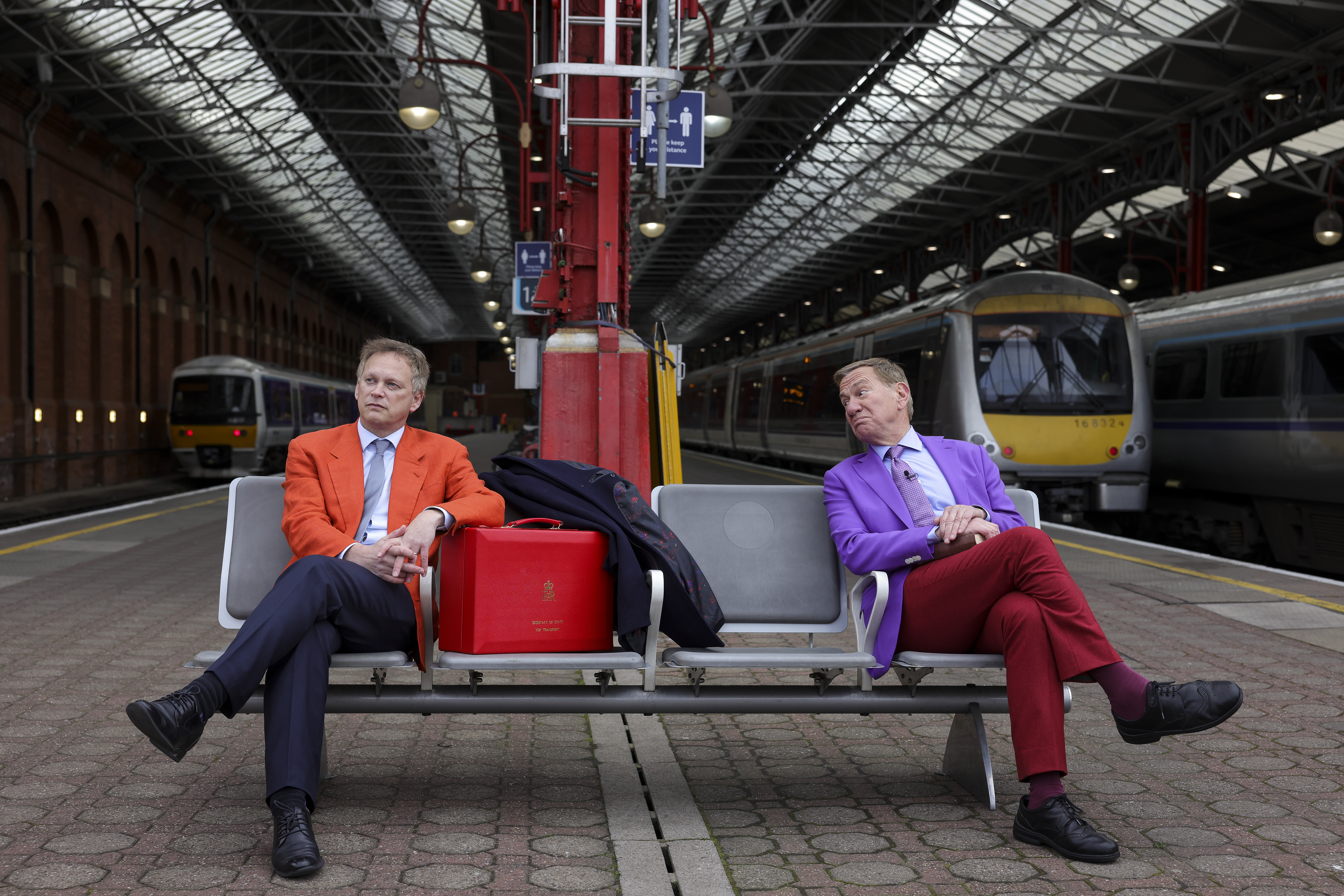
グラント・シャップス前運輸長官と放送作家のマイケル・ポーティロがグレート・ブリティッシュ・レイルウェイズ本社建設コンペを推進